# Pholcophora maria
Pholcophora maria là một loài nhện trong họ Pholcidae. Loài này được phát hiện ở México.